# Sidobre
Le Sidobre est une région montagneuse française située dans le sud du Massif central à onze kilomètres à l'est de Castres dans le département du Tarn. C'est un territoire granitique de 15,3 km de longueur avec une largeur maximale de 6,6 km (environ 102 km2), soit près de 10 200 hectares couverts de forêts. Le massif a une altitude comprise entre 400 et 707 mètres (point culminant se trouve au lieu-dit Le Patau). Le massif du Sidobre représente le plus grand ensemble de rochers granitiques de France et le premier centre français de production de granit.

## Toponymie
L’étymologie du toponyme Sidobre est controversée (grammatici certant). L'onomastique le fait dériver du latin sin opere (c’est-à-dire région non cultivée) ou le rattache au gaulois seto briga, seto venant d'un terme pré-indo-européen set qui désigne une montagne, briga évoquant une forteresse en hauteur, un oppidum.

## Situation
Il est situé dans le Tarn, à la pointe sud-ouest du Massif central, entre Lacrouzette, Ferrières, Saint-Salvy-de-la-Balme, Vabre et Lafontasse. Il est délimité à l'est par les monts de Lacaune, au sud par le «sillon du Thoré» et la montagne Noire, à l'ouest par la dépression sédimentaire de Castres. Il est situé à l'intérieur du parc naturel régional du Haut-Languedoc.

## Géomorphologie
Sur le plan géomorphologique, le massif se distingue par quatre grands ensembles avec une végétation spécifique :
- le haut Sidobre constitué de vallons à berceau ou à fond plat. Dans cette zone, on retrouve des lambeaux de l’ancienne surface d’aplanissement éocène et des cuvettes d’arénisation marécageuses. Ce paysage est caractérisé par des landes basses à bruyère, bouleau et pin sylvestre.
- le bas Sidobre qui forme le pourtour du massif. Il se caractérise par un relief rajeuni, un réseau hydrographique bien hiérarchisé, indiquant une érosion linéaire plus intense, confirmée par les vallons bien encaissés aux versants nets. Ce paysage comprend le plateau forestier du Verdier-Camp Soleil comportant une chênaie mixte et une hêtraie-chênaie en taillis replantée en résineux
- le Sidobre moyen, situé entre les deux zones précédentes, se caractérise par des plateaux vallonnés dans lesquels se situent de larges dépressions. Dans ces dernières se situaient des exploitations agricoles remplacées actuellement par les ateliers de transformation de granite ;
- la vallée de l’Agout est encaissée dans un couloir d’érosion situé sur une zone fracturée. Son influence se limite à une gorge aux versants encombrés d’éboulis et de larges dalles rendant difficile l'implantation humaine.

## Géologie
Le Sidobre est formé d'un granite résultant d'une intrusion hercynienne, datée récemment par la méthode Rb-Sr à 304 ± 8 Ma (Pin, 1991), soit le début du Stéphanien. La poche magmatique s'est solidifiée puis cristallisée entre 7,5 km et 20 km de profondeur, à l'intérieur de terrains métamorphiques du Cambrien supérieur qui se sont érodés et ont laissé peu à peu affleurer le bloc.
La structure du Sidobre serait celle d'une lentille épaisse en forme d'amande, et non celle d'un diapir vertical comme on l'a longtemps cru.
Le granite de la partie centrale du massif, dit granit « bleu », est une granodiorite légèrement porphyrique, tandis que celui de la périphérie, plus gris et plus clair, est un monzogranite.

## Sites
Formé d'un seul bloc géant, il est fissuré en surface (diaclases), où l'érosion de l'eau (sous sol ou surface) a laissé quelques constructions naturelles remarquables, parmi lesquelles :
- la Peyro Clabado (de l'occitan Pèira Clavada (pierre clouée), prononcez ['pɛjro‿kla'βaðo]) à Lacrouzette, un bloc de 780 tonnes en équilibre sur un socle naturel,
- le roc de l'Oie, rocher évoquant une oie
- les Trois Fromages, trois énormes rocs superposés
- le rocher tremblant des Sept-Faux, bloc mobile de 900 tonnes
- le sentier des Merveilles avec l'Éléphant, le Billard, la Langue, le fauteuil du diable, etc.
- les chaos granitiques de la Resse, La Balme, La Rouquette, Secun, etc. sont  formés de  rocs plus ou moins  arrondis par l'érosion, qui ont dévalé les pentes et se sont calés sur le lit de ruisseaux où rivières
- le lac du Merle, lac d'où émergent des rochers arrondis
- le saut de la Truite, cascade de 25 m de hauteur
- le sentier des Légendes à Saint-Salvy-de-la-Balme avec le plus grand chaos (rivière de rochers) du Sidobre
- le sentier de la Maison du Sidobre, pour découvrir les origines de ces rochers insolites

Lieu de légendes, le site du Sidobre est unique en Europe par sa taille et la diversité de ses rochers aux formes étranges. Il en existe du même type ailleurs en France, mais beaucoup plus réduits (chaos granitiques).

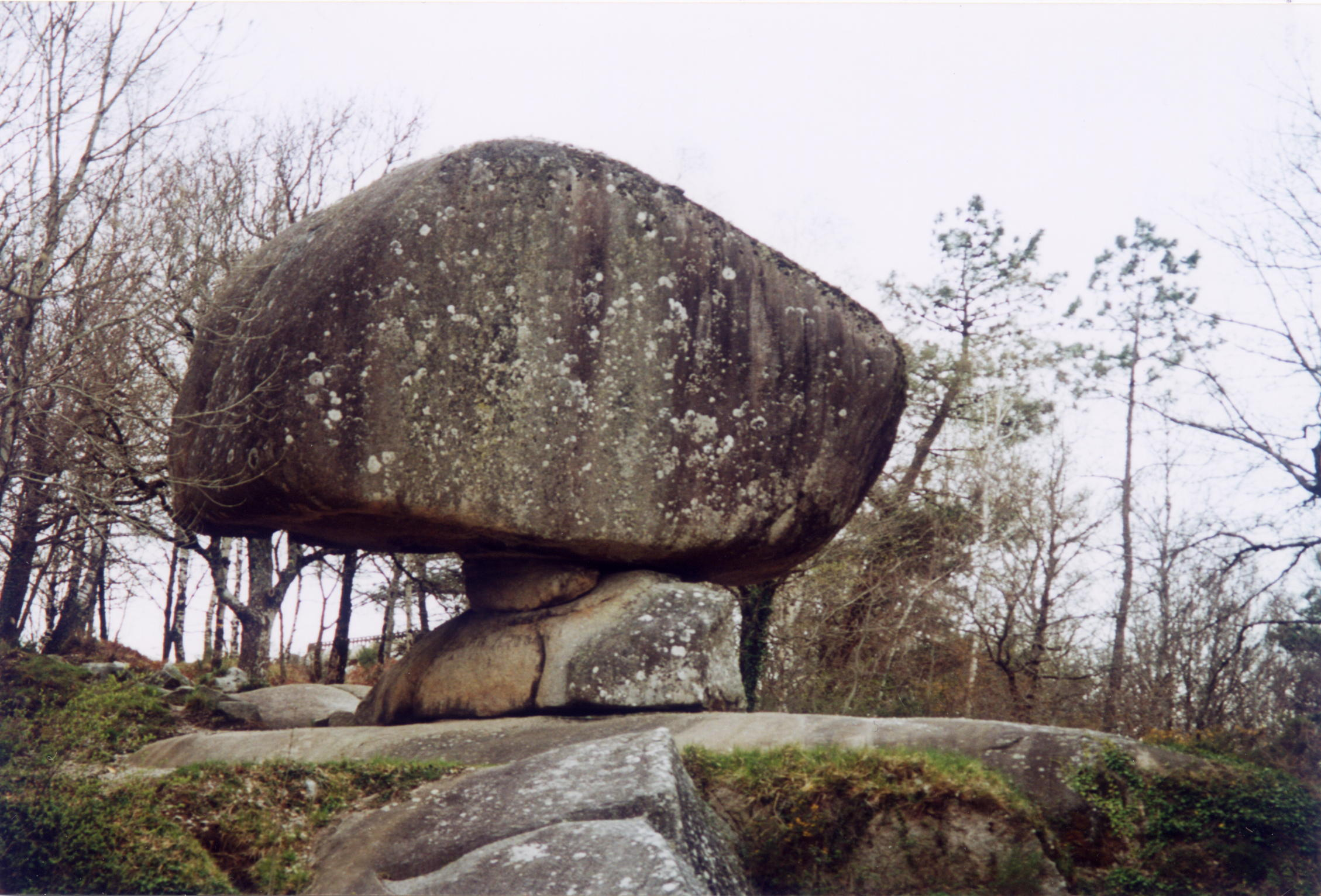
La Peyro Clabado, sur la commune de Lacrouzette
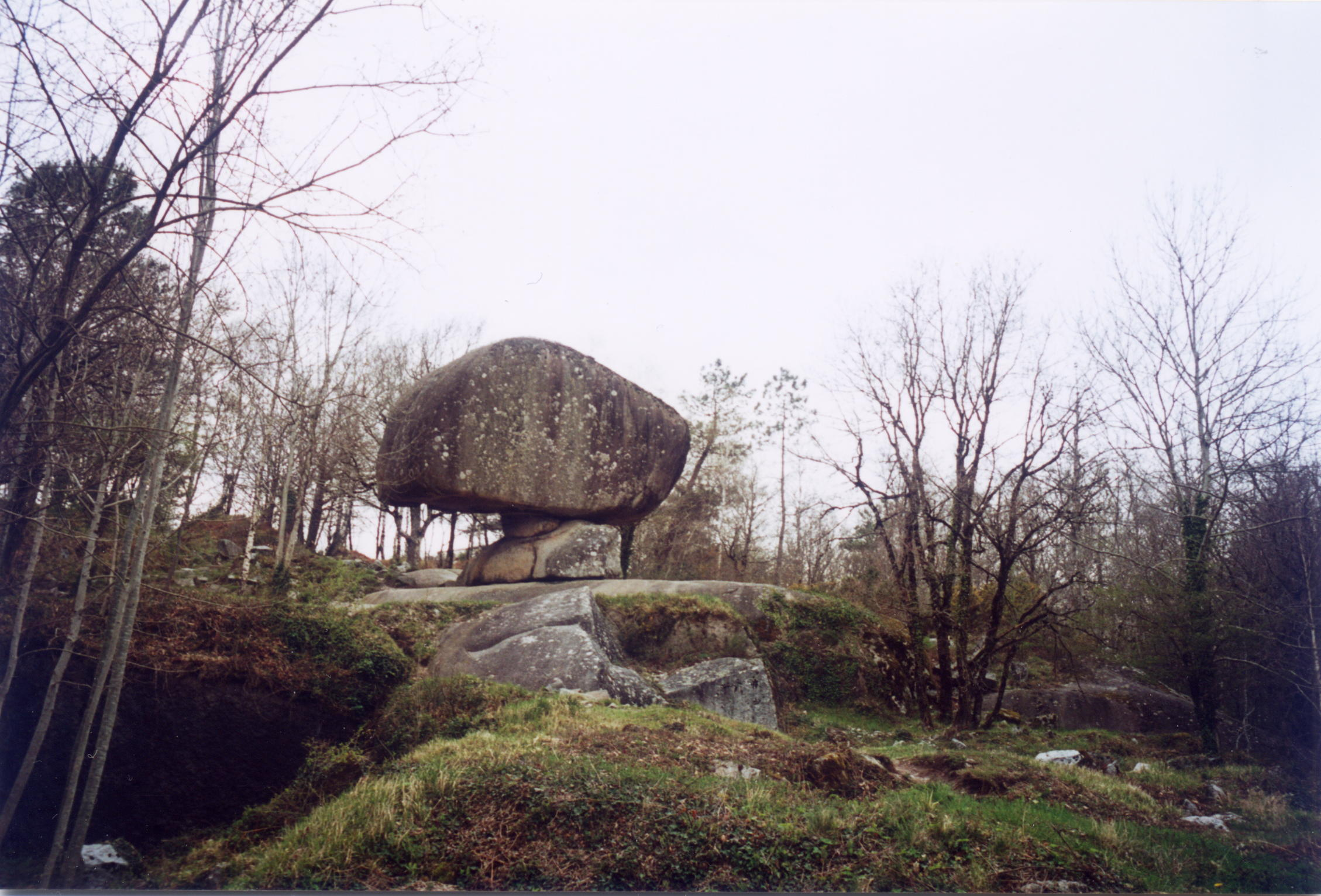
La Peyro Clabado (tor granitique)
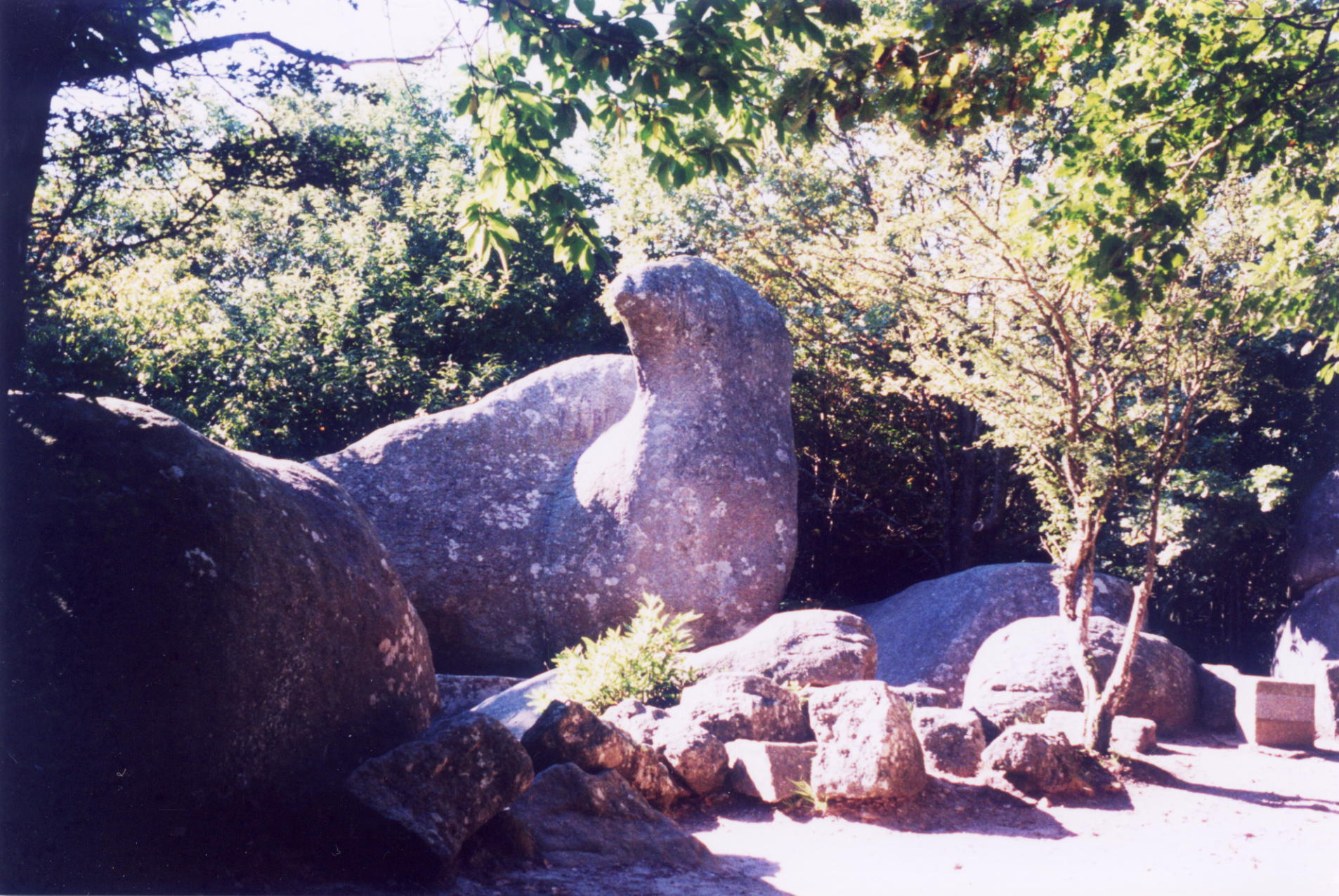
Le roc de l'Oie
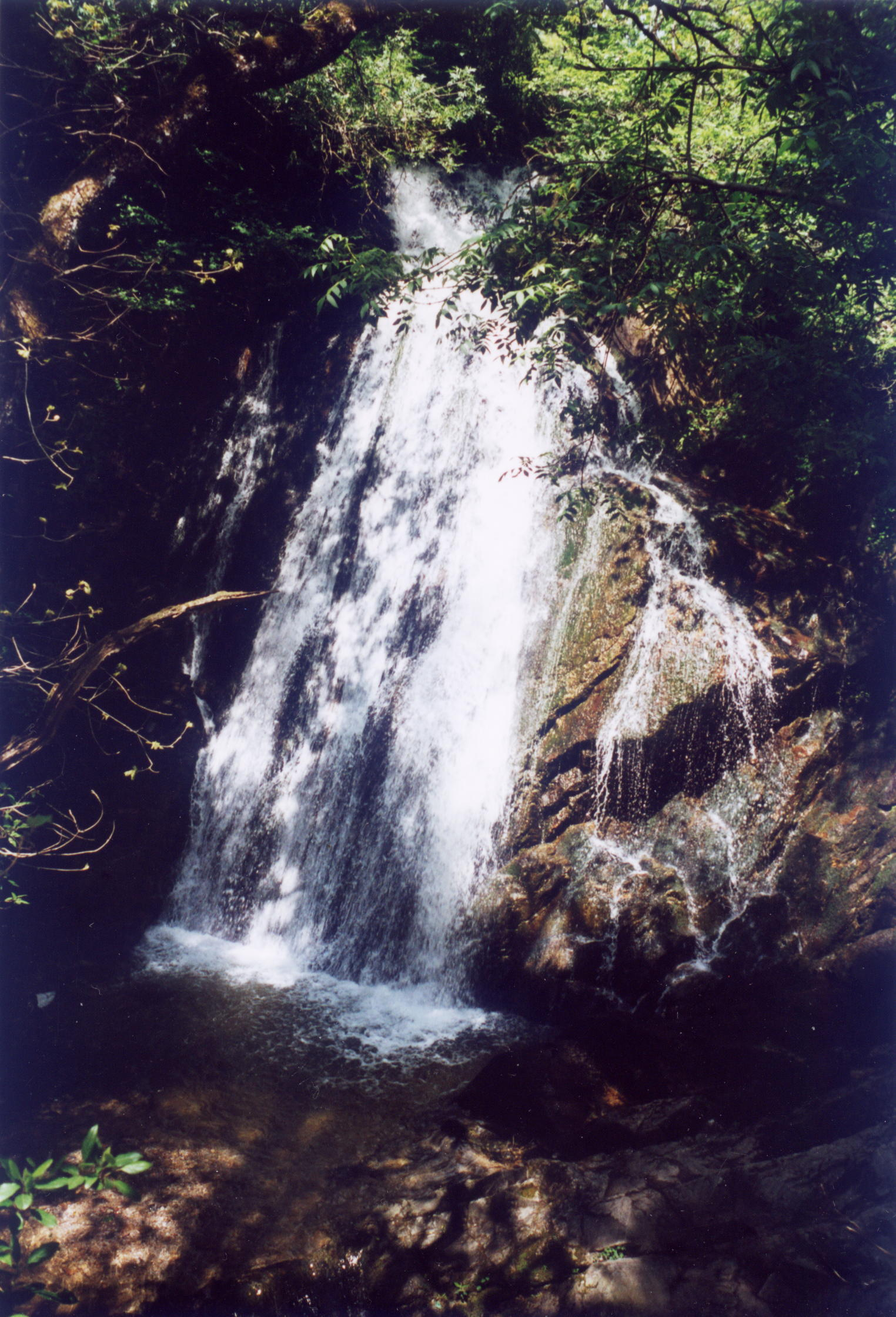
Cascade dans le Sidobre (bas du saut de la Truite)
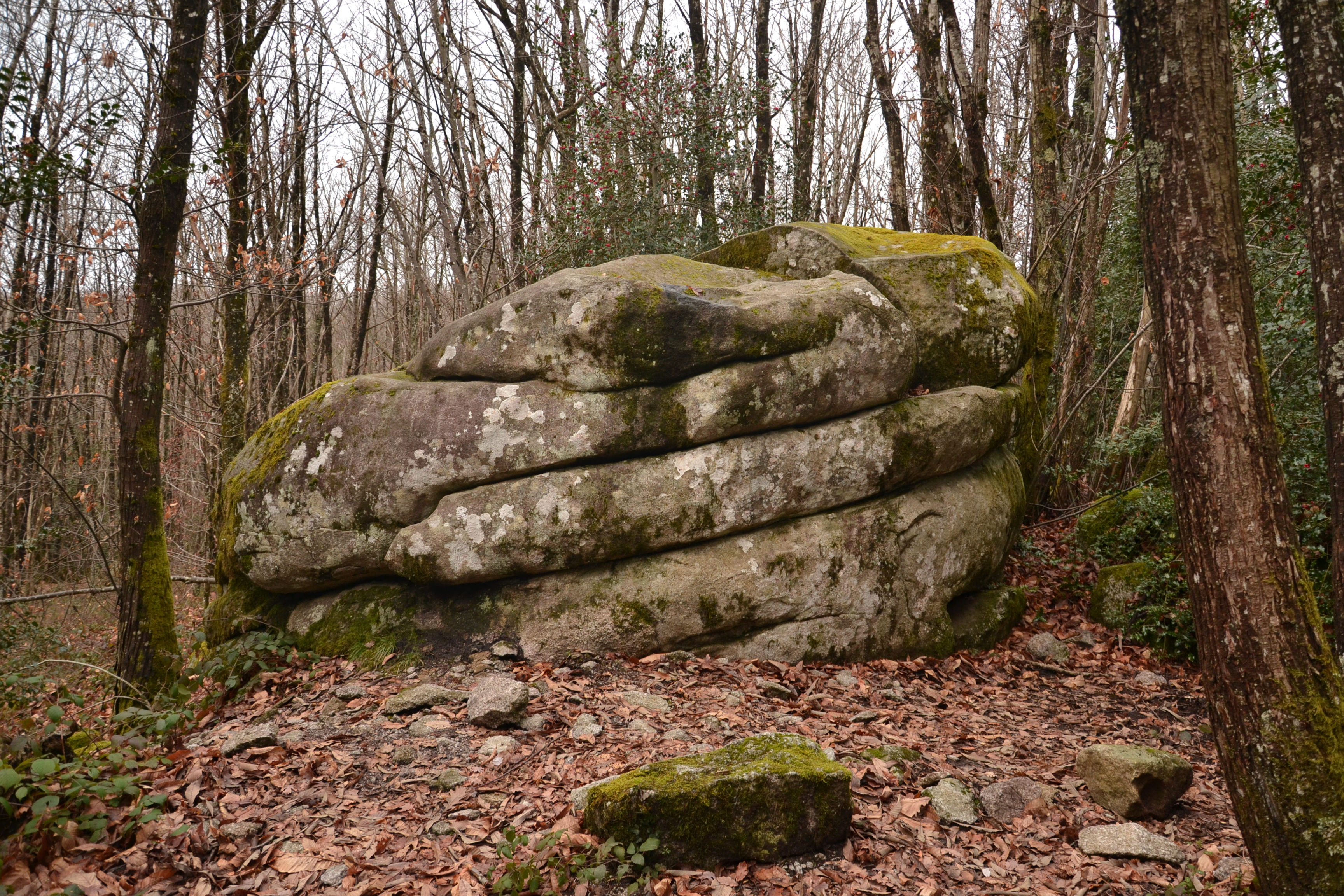
Le rocher de l'Hamburger (Chaos de la Balme)
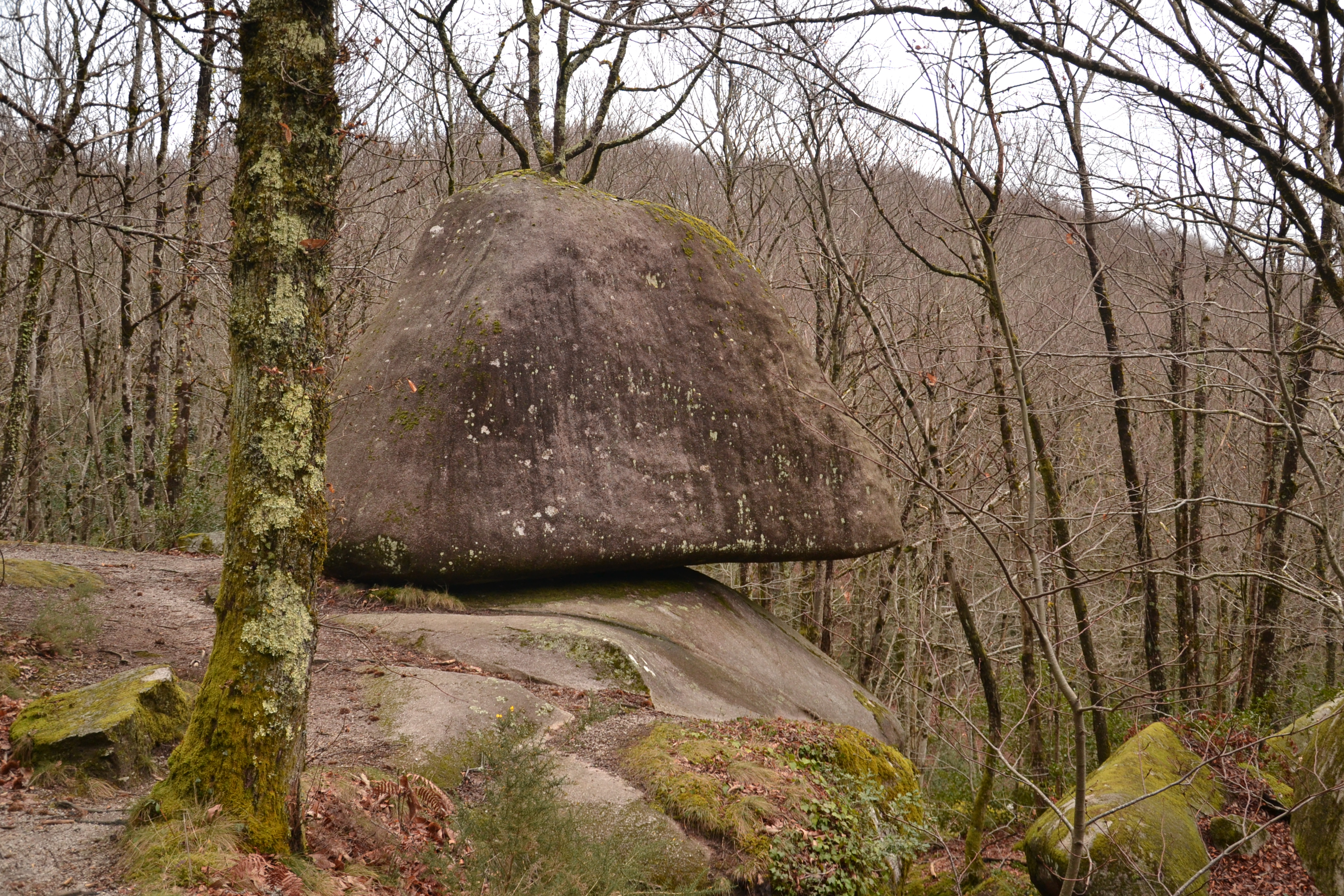
Le chapeau de Napoléon (Chaos de la Balme)

## Économie

### Tourisme
Un tourisme raisonné et durable, loin du tourisme de masse, s'y développe petit à petit et est plus « de proximité ». Il pâtit d'un gros déficit d'image auprès des étrangers, et n'a de reconnaissance régionale que symbolique[réf. nécessaire]. La Maison du Sidobre (abrite un espace muséologique sur le travail du granit, un bureau d'information touristique de l'office du tourisme du Sidobre Vals et Plateaux et une salle d'exposition temporaire), se situe sur la RD 30 à proximité de l'embranchement de la RD 622, entre Saint-Salvy-de-la-Balme et Lacrouzette ou entre Burlats et Brassac (découverte de la naissance du granit, sentier des immortels, aire de pique-nique). 
Le GR 36 traverse le Sidobre du sud au nord, en passant près du lac du Merle, du Roc de l'Oie et des Trois Fromages, ainsi que de la Maison du Sidobre.
C'est Raymond Nauzières, félibre, archiviste et bibliothécaire de Castres, qui, au début du XXe siècle, catalogua et nomma les rochers du Sidobre, puis « prit leur défense » pour préserver les plus remarquables d'entre eux des carriers, juste après la Grande Guerre, lorsque la demande de granit explosa pour l'édification des monuments aux morts.
Aujourd'hui la destination touristique compte plus de 60 parcours (à pied, à cheval, à vélo ou VTT) de 10 minutes à 7 jours (les fiches sont téléchargeables gratuitement sur le site de l'office de tourisme).
Autres sites touristiques à proximité :
- le village médiéval de Burlats avec le pavillon d'Adélaïde
- l'église Notre-Dame-du-Granit à Lacrouzette
- le circuit historique de Brassac
- le musée du protestantisme à Ferrières
- la Maison du Sidobre à Vialavert (Le Bez), avec un espace muséologique sur le travail du granit
- la forêt de Montagnol à Castelnau de Brassac
- le village et les lavoirs de Vabre

### Extraction du granit
Le Sidobre est une importante zone d'exploitation et de façonnage du granite, dans toutes ses applications : monuments funéraires (70 % des débouchés), revêtements, voirie (trottoirs, places, bâtiments…); intérieurs des habitations (cuisines, salles de bain), etc.
C'est un des premiers bassins granitiers d'Europe, et le premier bassin granitier français devant la Bretagne avec près de 65 % de la production française et 150 000 tonnes extraites chaque année. C'est un granite réputé pour sa dureté, son homogénéité, ses diaclases espacées de plusieurs dizaines de mètres (ce qui permet d'extraire des blocs de plus de 10 m3), une durée de vie estimée à 200 ans (50 ans pour le béton). Les Carrières Plo à Saint-Salvy-de-la-Balme sont la plus grande carrière de granit en bloc d'Europe qui extrait le matériau depuis 1981. La teinte et la pureté du granite de cette carrière a valu à l’entreprise Plo d’être choisie pour le dallage des Champs-Élysées à Paris.
La filière granit du Sidobre représentait en 1996 près de 1 500 emplois directs et 250 entreprises. Le nombre de carrières exploitées a diminué depuis les années 1950, et est réduit actuellement à une quinzaine mais les exploitations se sont agrandies. Des marchés importants ont été remportés par les Tarnais du Sidobre pour le dallage des aéroports, les rues piétonnes et l'habillage d'immeubles, mais l'activité principale reste la fabrication de monuments funéraires (selon la tradition locale, il n'y a pas un seul cimetière de France où il n'y ait un morceau de granit du Sidobre) bien que la concurrence avec la Chine et l'Inde notamment soit très forte. Cette concurrence, un marché du bâtiment fluctuant et la stagnation de celui du funéraire explique que ce secteur soit en crise : en 2016, la filière ne compte plus environ que 800 salariés et 80 entreprises.

## Protection environnementale
La région bénéficie de la protection du Parc naturel régional du Haut-Languedoc.